# Um Médico Rural
Um Médico Rural (Alemão: "Ein Landarzt") é um conto escrito em 1919 por Franz Kafka com características surrealistas. É também o título de uma coleção de pequenos contos que inclui a história "Um Médico Rural".

## Enredo
O enredo conta a história de um médico infeliz que luta para visitar um garoto doente em uma noite fria. Uma série de eventos surreais ocorrem após a viagem, incluindo uma misteriosa aparição em uma cabana.